# Roy Hay
Roy Hay (nascido Ernest Roy Hay, Southend-on-Sea, 12 de agosto de 1961) é o guitarrista e tecladista do Culture Club, uma das mais populares bandas da década de 1980.
Hay é um pianista treinado desde dos cinco anos de idade, substituiu o membro fundador Johnny Suede, em 1981.
Antes de seu envolvimento com a Culture Club, Hay foi um cabeleireiro, na sua nativa Essex.Foi no começo do Culture club que Hay se casou com Alison Green. Os dois se casaram em 1982 e tiveram uma filha, Sunny, em 1986. Eles se divorciaram em 2005, embora os dois estivessem separados desde 1995.
Hay deixou a banda em 86 devido a Boy George estar com problemas com as drogas, e o relacionamento de Jon Moss com Boy George. Na sequência de Culture club, Hay formou outra banda, essa não fez tanto sucesso. Hay reunificou a banda em 1998, para gravar um novo álbum.
Em 2013, se reúne com os integrantes originais do Culture Club e decidem retomar a carreira juntos. Gravaram o álbum não lançado "Tribes" e eles têm se apresentado pelo mundo.
Após o Culture Club, Hay formou outra banda chamada This Way Up. Em 1987, eles lançaram três singles: "Tell Me Why", "If I Can't Have You" e "Louise". Um álbum,  Feeling Good About It , foi lançado em alguns países europeus e no Japão em 1987. Todos esses discos fracassaram, "Tell Me Why" sendo o único que entrou para o chart, por um semana no número 72 no UK Singles Chart.